# Dendranthema yoshinaganthum
Dendranthema yoshinaganthum là một loài thực vật có hoa trong họ Cúc. Loài này được (Makino ex Kitam.) Kitam. mô tả khoa học đầu tiên năm 1978.